# Константин Канарис
Константин Канарис (грч. Κωνσταντίνος Κανάρης; 1793. или 1795 — 2. септембар 1877) је био грчки државник, адмирал који се у младости истакао у Грчком рату за независност. За разлику од многих истакнутих грчких устаника, није био члан Хетерије. Био је премијер Грчке у 6 наврата.

## Одликовања

### Домаћа одликовања
- Орден Откупитеља: Велики крст (Краљевина Грчка)

### Инострана одликовања
- Краљевски гвелфски орден: Велики крст (Краљевина Хановер)
- Орден Данеброг: Велики крст (Краљевина Данска)

## Галерија
- Канарис у Хиосу (Никифорос Литрас, 1870).
- Гроб Канариса у Атина.
- Константин Канарис (Карл Кразеисен).
- Статуа Канариса у Атина.